# Constantijn Huygensprijs
Il Constantijn Huygensprijs è un premio letterario olandese.

## Storia
Dal 1947, è stato assegnato ogni anno all'opera omnia di un autore da parte della Jan Campert Foundation (in olandese: Jan Campert-Stichting), una fondazione intestata in onore dello scrittore olandese Jan Campert che morì mentre aiutava gli ebrei durante la seconda guerra mondiale. Il premio prende il nome da Constantijn Huygens, un poeta olandese del XVII secolo, diplomatico, studioso e compositore.
Dal 2010 comprende anche un premio in denaro di  € 10 000.
Nel 1982, Jan Wolkers rifiutò il premio assegnatogli.

## Lista dei premiati

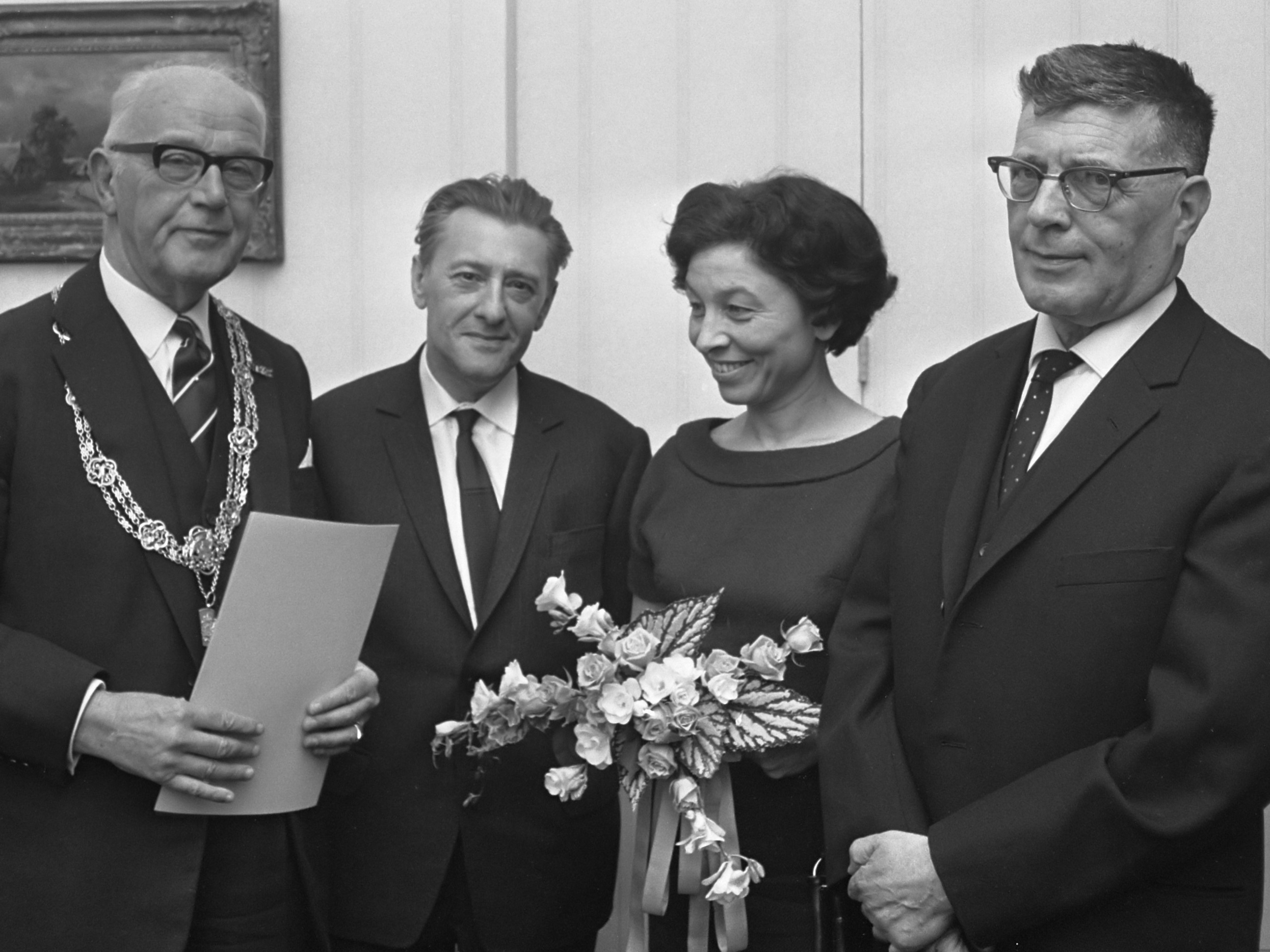
Louis Paul Boon (1966)

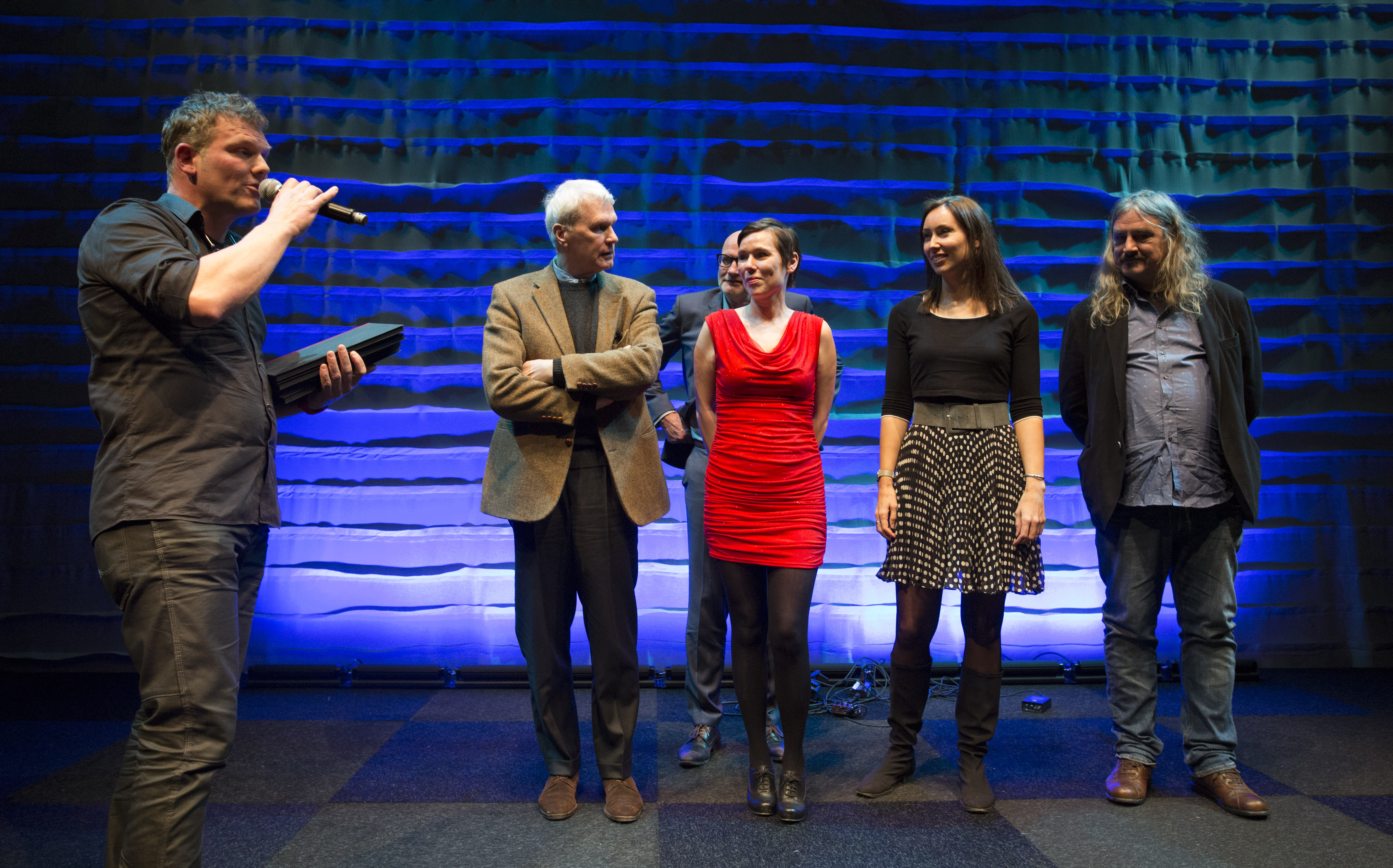
Adriaan van Dis (Premio Constantijn Huygens 2015)

- 1947 – P.N. van Eyck
- 1948 – Adriaan Roland Holst
- 1949 – J.C. Bloem
- 1950 – Geerten Gossaert
- 1951 – Willem Elsschot
- 1952 – Pierre H. Dubois
- 1953 – Martinus Nijhoff (postumo)
- 1954 – Jan Engelman
- 1955 – Simon Vestdijk
- 1956 – Pierre Kemp
- 1957 – Ferdinand Bordewijk
- 1958 – Victor E. van Vriesland
- 1959 – Gerrit Achterberg
- 1960 – Anton van Duinkerken
- 1961 – Simon Carmiggelt
- 1962 – Hendrik de Vries
- 1963 – Jan van Nijlen
- 1964 – Abel Herzberg
- 1965 – Lucebert
- 1966 – Louis Paul Boon
- 1967 – Jan Greshoff
- 1968 – non assegnato
- 1969 – Maurice Gilliams
- 1970 – Annie Romein-Verschoor
- 1971 – F.C. Terborgh
- 1972 – Han G. Hoekstra
- 1973 – Beb Vuyk
- 1974 – M. Vasalis
- 1975 – Albert Alberts
- 1976 – Jan G. Elburg
- 1977 – Harry Mulisch
- 1978 – Elisabeth Eybers
- 1979 – Hugo Claus
- 1980 – Alfred Kossmann
- 1981 – Hella S. Haasse
- 1982 – Jan Wolkers (rifiutato)
- 1983 – Rob Nieuwenhuys
- 1984 – J. Bernlef
- 1985 – Pierre H. Dubois

- 1986 – Gerrit Krol
- 1987 – Annie M. G. Schmidt
- 1988 – Jacques Hamelink
- 1989 – Anton Koolhaas
- 1990 – Hans Faverey
- 1991 – Bert Schierbeek
- 1992 – Cees Nooteboom
- 1993 – Jeroen Brouwers
- 1994 – Judith Herzberg
- 1995 – F. Springer
- 1996 – H.C. ten Berge
- 1997 – Leonard Nolens
- 1998 – H.H. ter Balkt
- 1999 – Willem Jan Otten
- 2000 – Charlotte Mutsaers
- 2001 – Louis Ferron
- 2002 – Kees Ouwens
- 2003 – Sybren Polet
- 2004 – Willem G. van Maanen
- 2005 – Marga Minco
- 2006 – Jacq Firmin Vogelaar
- 2007 – Toon Tellegen
- 2008 – Anneke Brassinga
- 2009 – Arnon Grunberg
- 2010 – A.L. Snijders
- 2011 - A. F.Th. van der Heijden
- 2012 - Joke van Leeuwen
- 2013 - Tom Lanoye
- 2014 - Mensje van Keulen
- 2015 - Adriaan van Dis
- 2016 - Atte Jongstra
- 2017 - Hans Tentije
- 2018 - Nelleke Noordervliet
- 2019 - Stefan Hertmans
- 2020 - Guus Kuijer
- 2021 - Peter Verhelst[3]
- 2022 - Marion Bloem[4]
- 2023 - Anjet Daanje[5]
- 2024 - Tomas Lieske[6]
- 2025 - Lieke Marsman[7]